# Tenby
Tenby (Welsh: Dinbych-y-pysgod, "kleine stad van de vissen" of "het fort van de vis") is een ommuurde stad aan de zee in het Welshe graafschap Pembrokeshire aan de Baai van Carmarthen. Tenby telt 4933 inwoners.
Tenby is populair vanwege de zandstranden van 4 km (2½ mijl); de stadsmuren uit de 13e eeuw, met de volledig bewaarde Five Arches Tower, een toren met vijf bogen; de Heilige Mariakerk (St. Mary's Church) uit de 15e eeuw; het Tudor-koopmanshuis in eigendom van de National Trust; een museum met kunstgalerij; het Pembrokeshire-kustpad, dat deel uitmaakt van het Nationaal Park Pembrokeshire Coast. Vanaf de haven van Tenby kunnen er boottochten gemaakt worden naar het nabijgelegen eiland Caldey, met daarop de trappistenabdij. Het Sint-Catharina-eiland (St. Catherine's island) is alleen bereikbaar met eb. Tenby heeft ook een treinstation.

## Geschiedenis
De vroegste referentie naar een nederzetting bij Tenby vinden we terug in een gedicht, waarschijnlijk uit de 9e eeuw. Dit is bewaard gebleven in het 14e-eeuwse boek van de Welshe dichter Taliesin. Op dat moment was deze nederzetting een fort op een heuvel met een handelachtige invloed, en ontwikkelde zich waarschijnlijk onder Noords Gaelic (Schots; Iers) invloeden. De stad groeide als een zeehaven rondom het nu tot ruïne vervallen Tenby kasteel. De stad is in 1187 aangevallen en belegerd door Welsh strijdkrachten en later nogmaals in 1260 door Llewelyn de Groote de prins van Gwynedd in Noord Wales. De stadsmuren zijn gebouwd door William de Valance, 1e Graaf van Pembroke in de late 13e eeuw. In de latere middeleeuwen (ca. 1270 tot 1500) groeide Tenby's belang uit naar een afgeschermde zeehaven en in 1566 brachten Portugese zeelieden 9de eerste sinaasappelen naar Wales via de haven van Tenby.
In de Engelse Burgeroorlog (1642-1651) werd de stad tot parlement verklaard en weerstond ze 2 pogingen tot inname door de toenmalige koning. In 1648 veroverde de royalisten het kasteel om 10 weken later te kapituleren aan kolonel Thomas Horton.
In de Georgian (1714-1830) en de Victorian (1837-1901) periode werd Tenby een gerenommeerde verblijfplaats voor gezondheid en een centrale plaats voor de plantkunde (botanische studie) en geologisch onderzoek. De stad is goed uitgerust om te voorzien in een grote diversiteit aan gezonde wandelingen langs de kust. Dankzij de aanleg en bouw van deze wandelpaden, ten behoeve van de victoriaanse kindermeisjes en hun wandelwagens, waren veel van de stranden toen al goed bereikbaar voor gehandicapten. Het Palmerston Fort op
St.-Catharina's eiland werd gebouwd tussen 1867 en 1880. Het fort is onderdeel van de Palmerston forten en verdedigingsbouwwerken aan de Britse kust. Deze werden aangelegd op aanbeveling van Lord Palmerston, de Prime Minister in die tijd, als gevolg van de bezorgdheid over de toenemende sterkte van de Franse marine.

## Toerisme

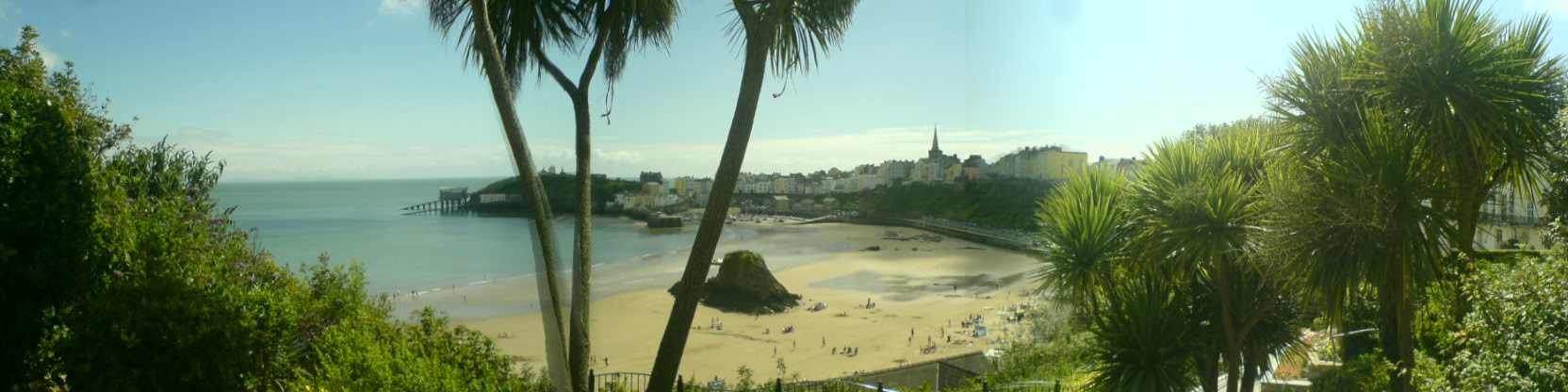
Panorama van het Noord strand (North Beach)

Tenby is een drukbezochte vakantie plaats in de zomer. De relatief ongerepte stranden en historische stad met haar goed bewaarde stadsmuren, maken het een vermeldenswaardig verblijf en vakantieplaats aan de kust. De meeste winkels, cafés en restaurantjes in Tenby zijn speciaal geënt op het toerisme.

## Sport
Tenby is de thuisbasis voor Tenby United RFC, een rugbyclub die al sinds 1876 bestaat en onderdeel is van de Welsh Rugby Unie (Welsh Rugby Union). Tenby is ook de thuisplaats voor de Tenby Aces fietsclub, die zich snel heeft ontwikkeld tot de grootste club in Zuid Pembrokeshire.

## Economie
Verschillende grote werkgevers zijn Serendipity Enterprises (investeringsmaatschappij), Park House Court Nursing Home (verpleeghuis), Kiln Park Estates (vakantie park) en South Pembrokeshire NHS Trust (Nationaal Gezondheidsverzekeringsfonds)

## Geboren in Tenby
- Augustus John (1878-1961), kunstschilder

## Galerij

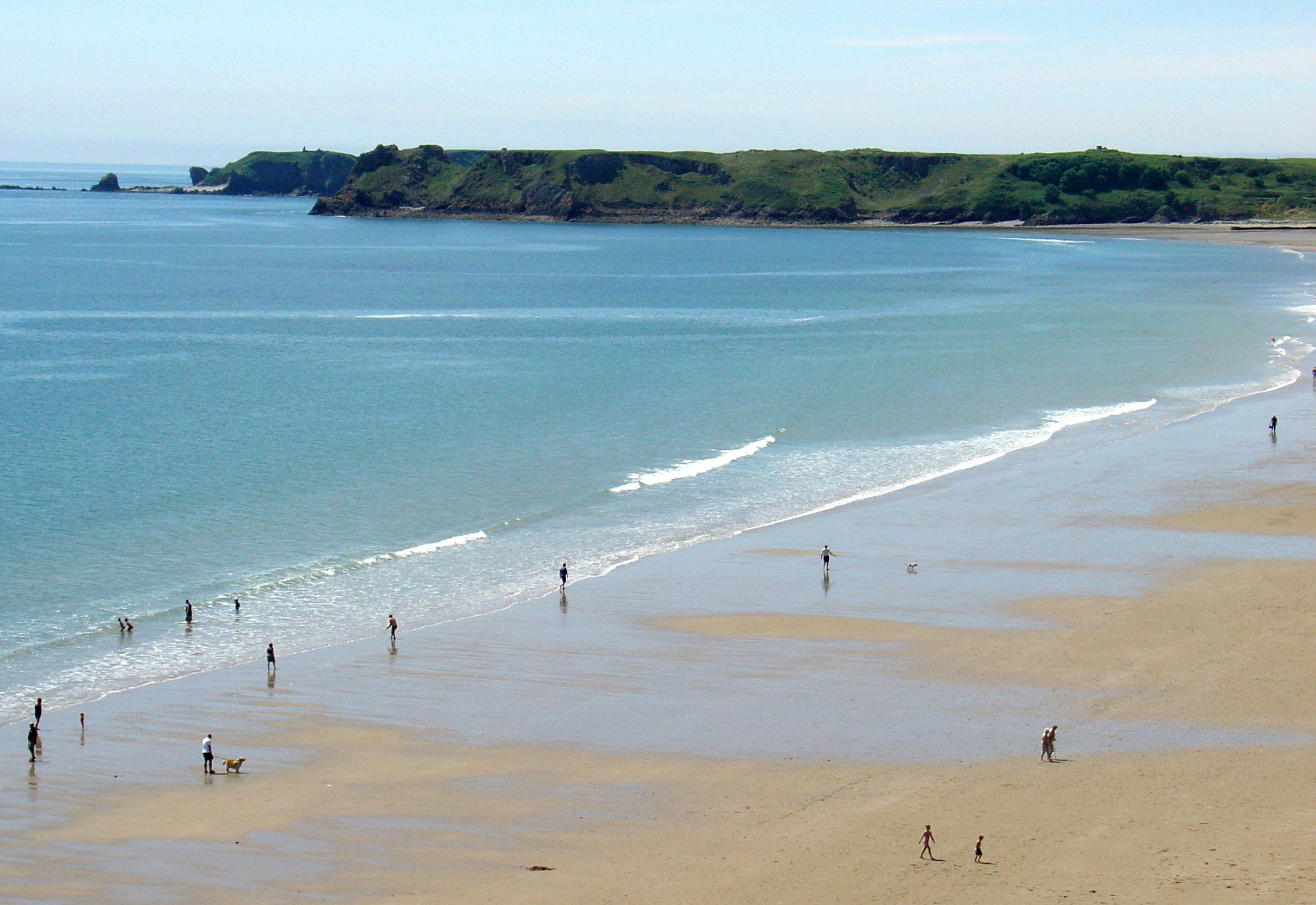
Zuid strand bij Tenby (South Beach)
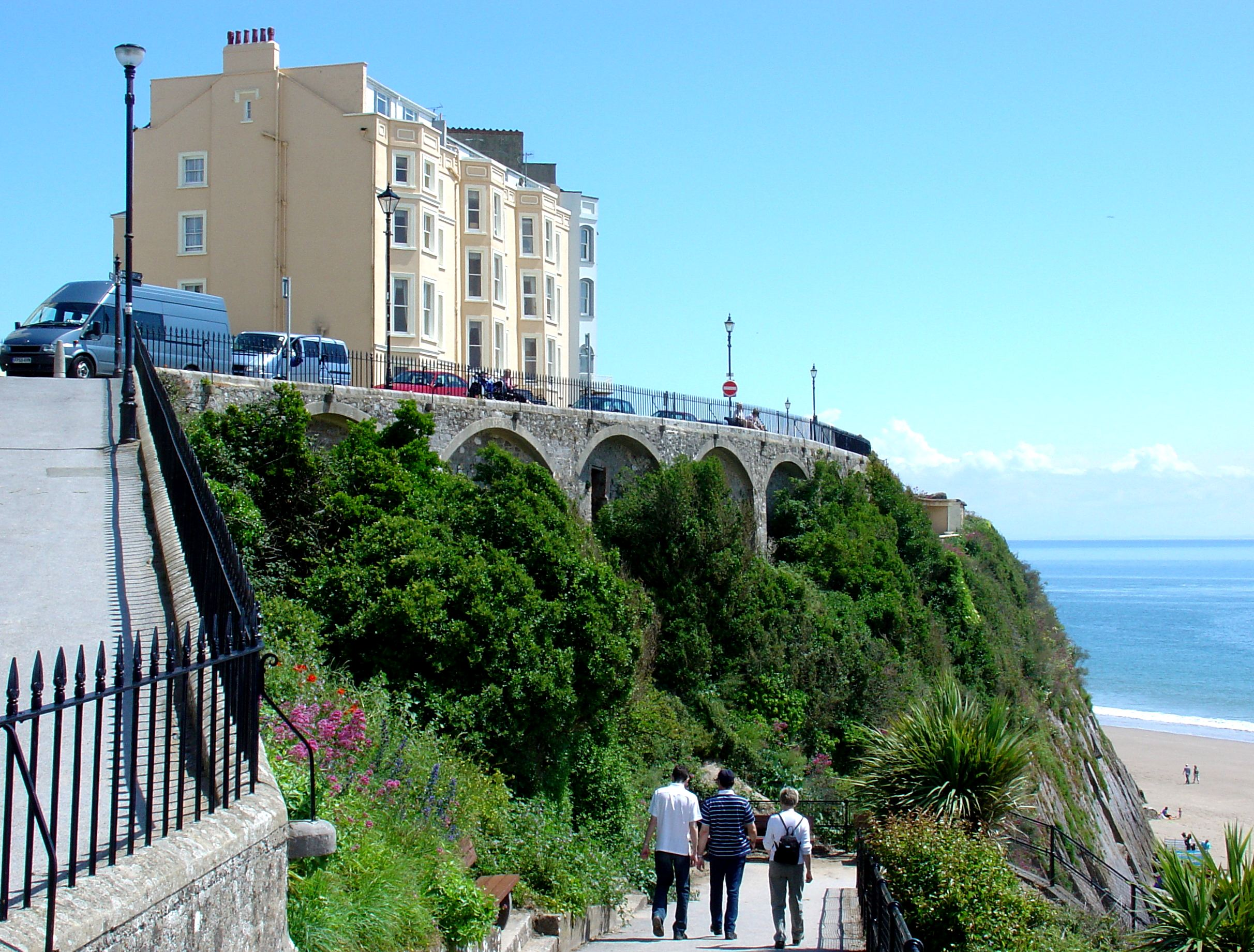
Naar beneden langs de promenade
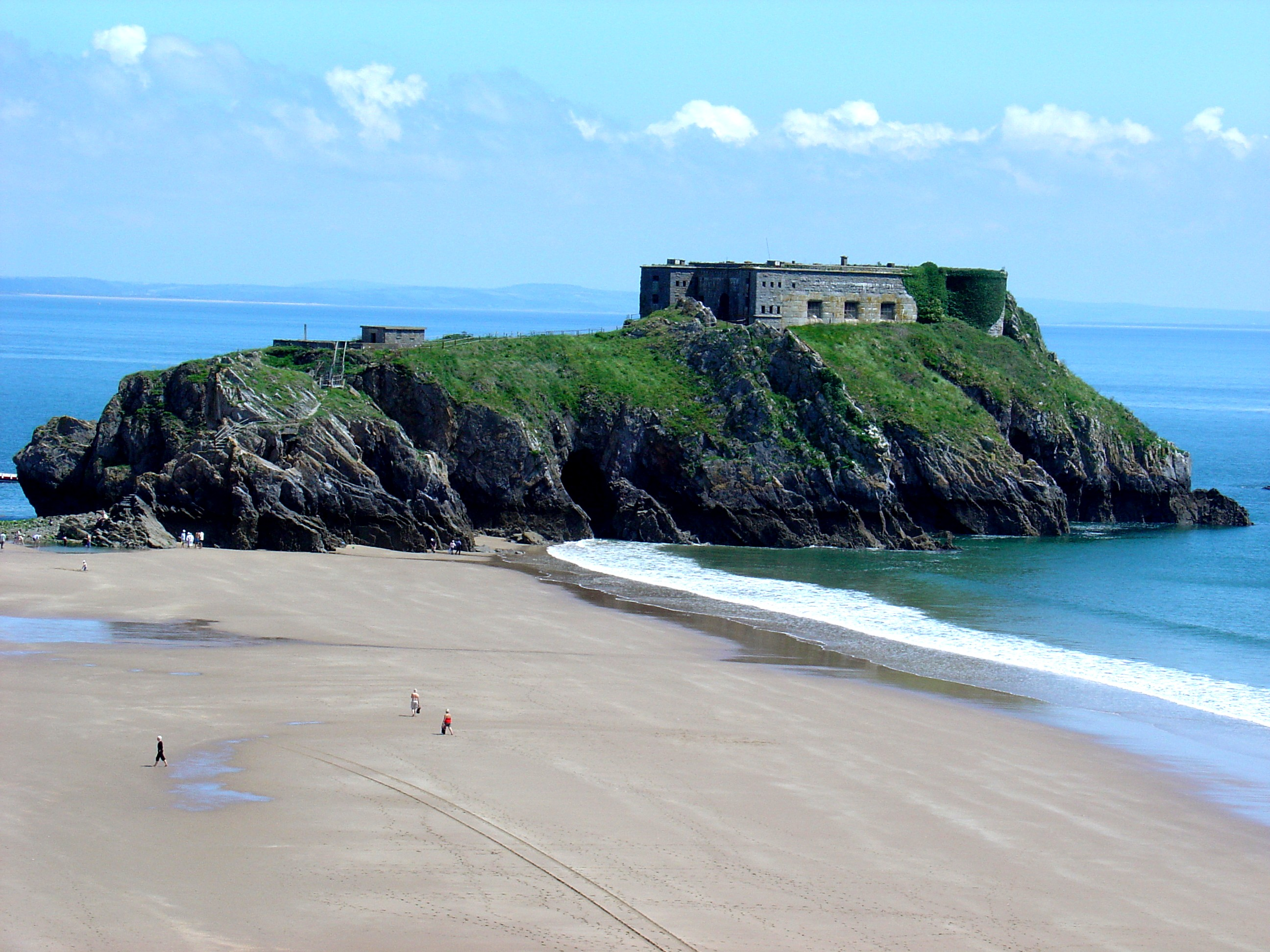
St.-Catherine's Eiland
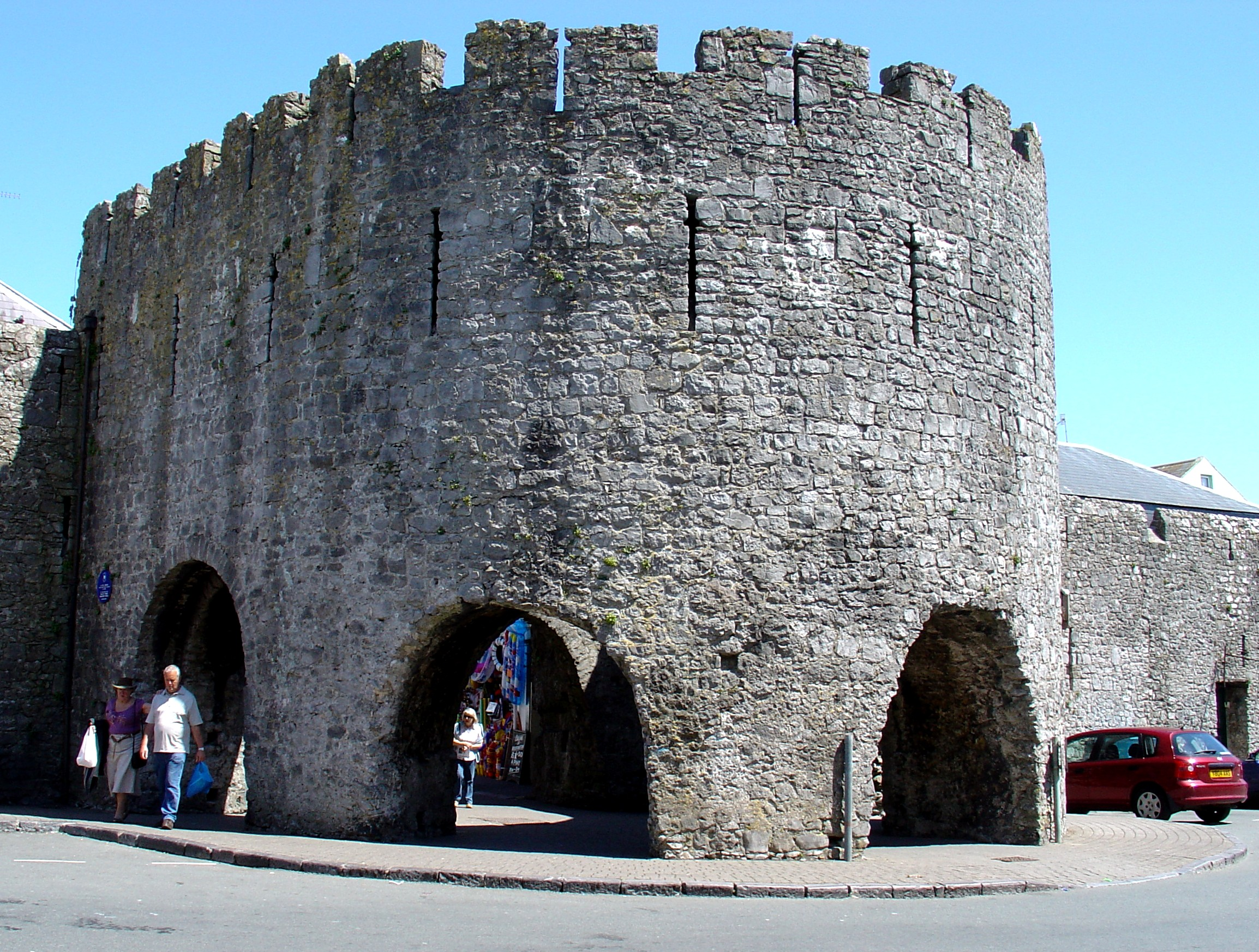
Vijf bogen poort huis
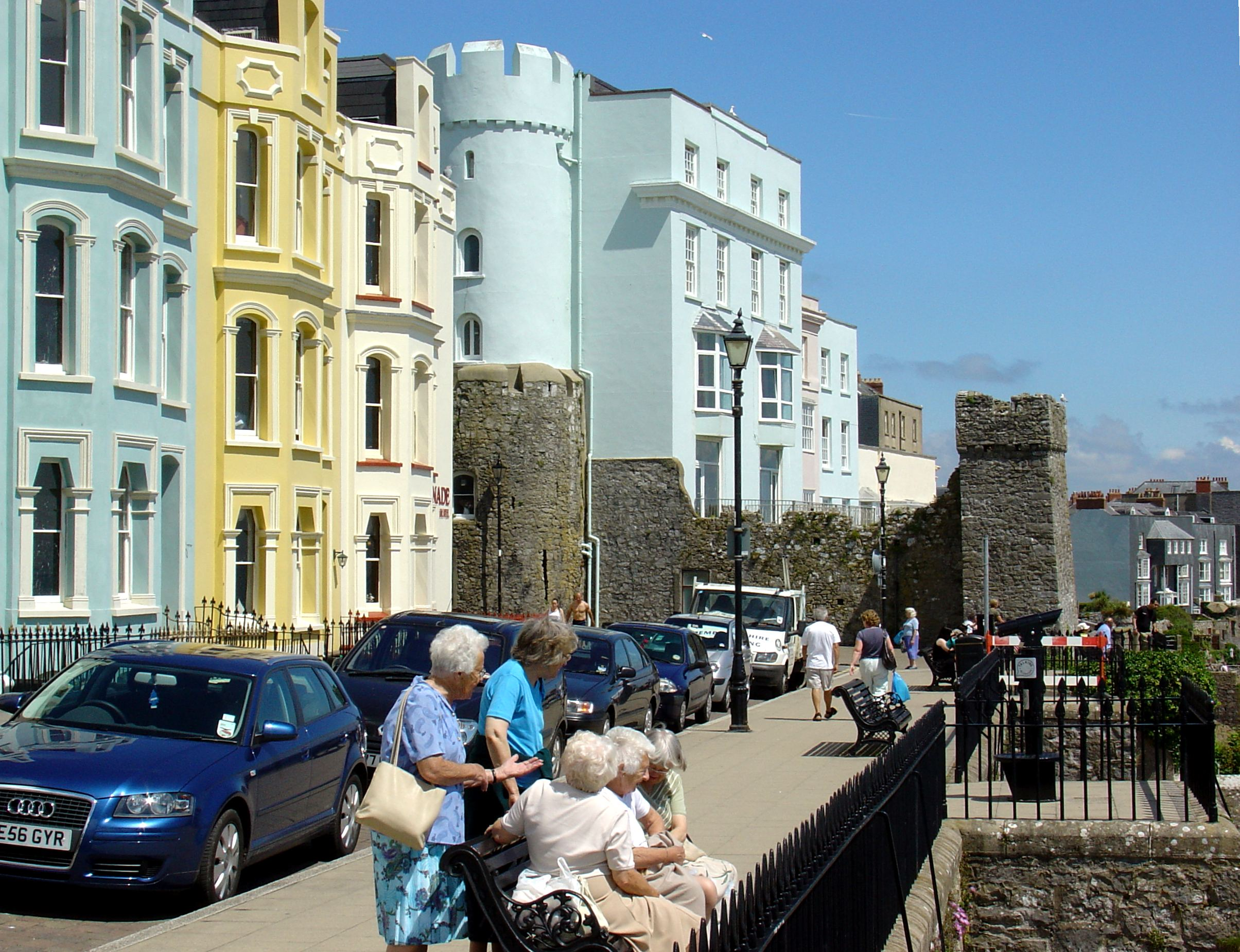
Kletsen op het plein
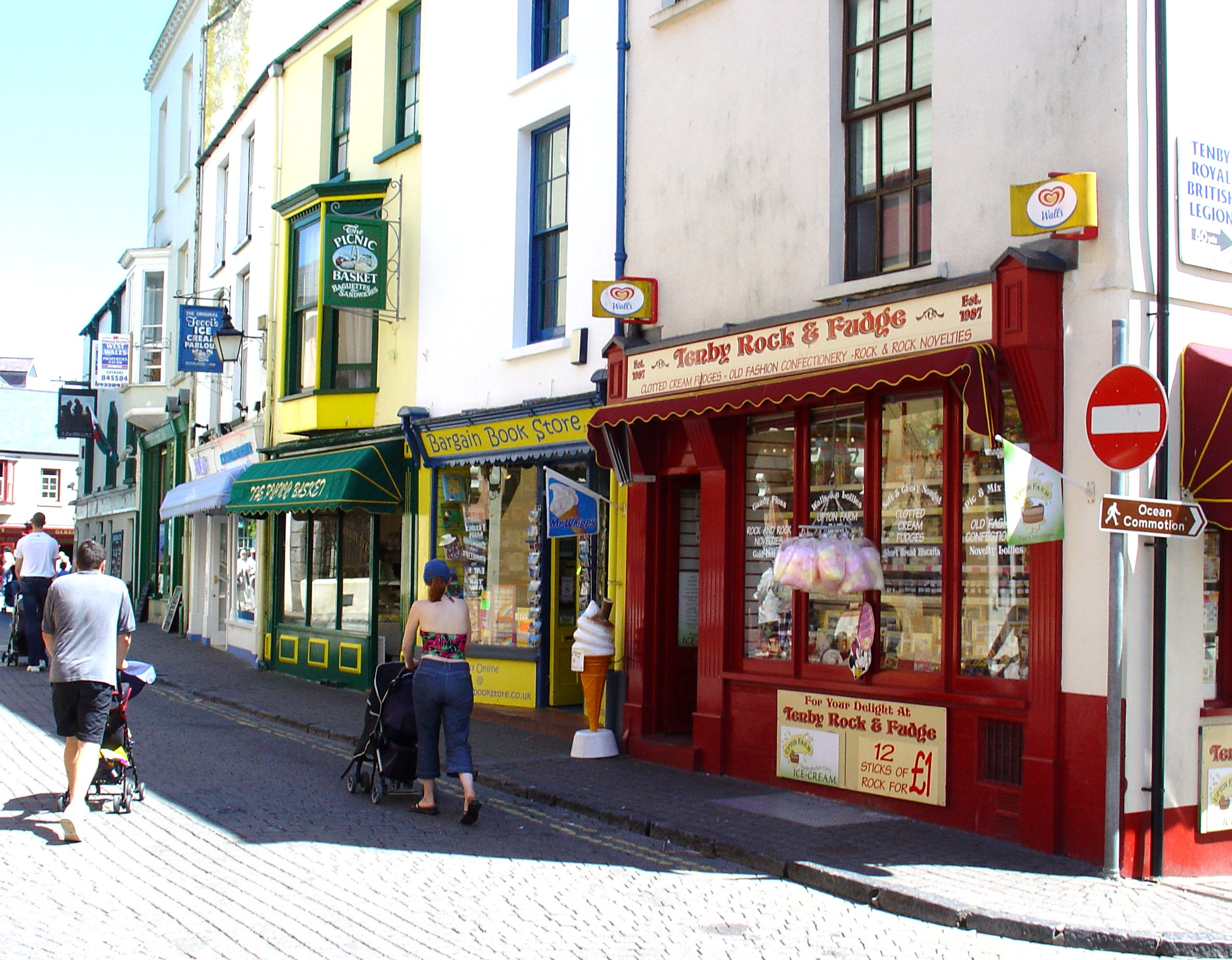
Kleurrijke winkeltjes
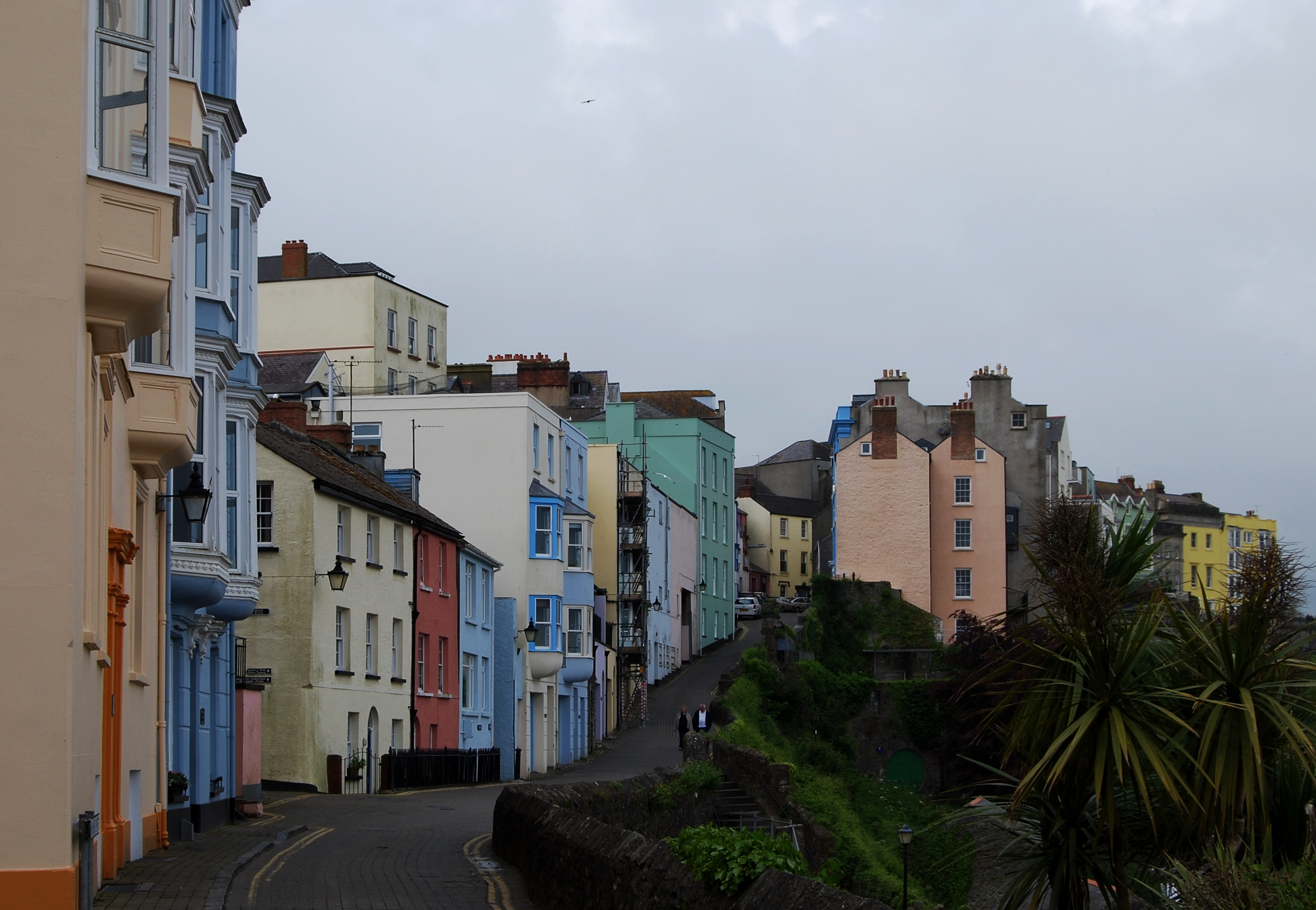
Crackwell Street, Tenby met haar kleurige huisjes
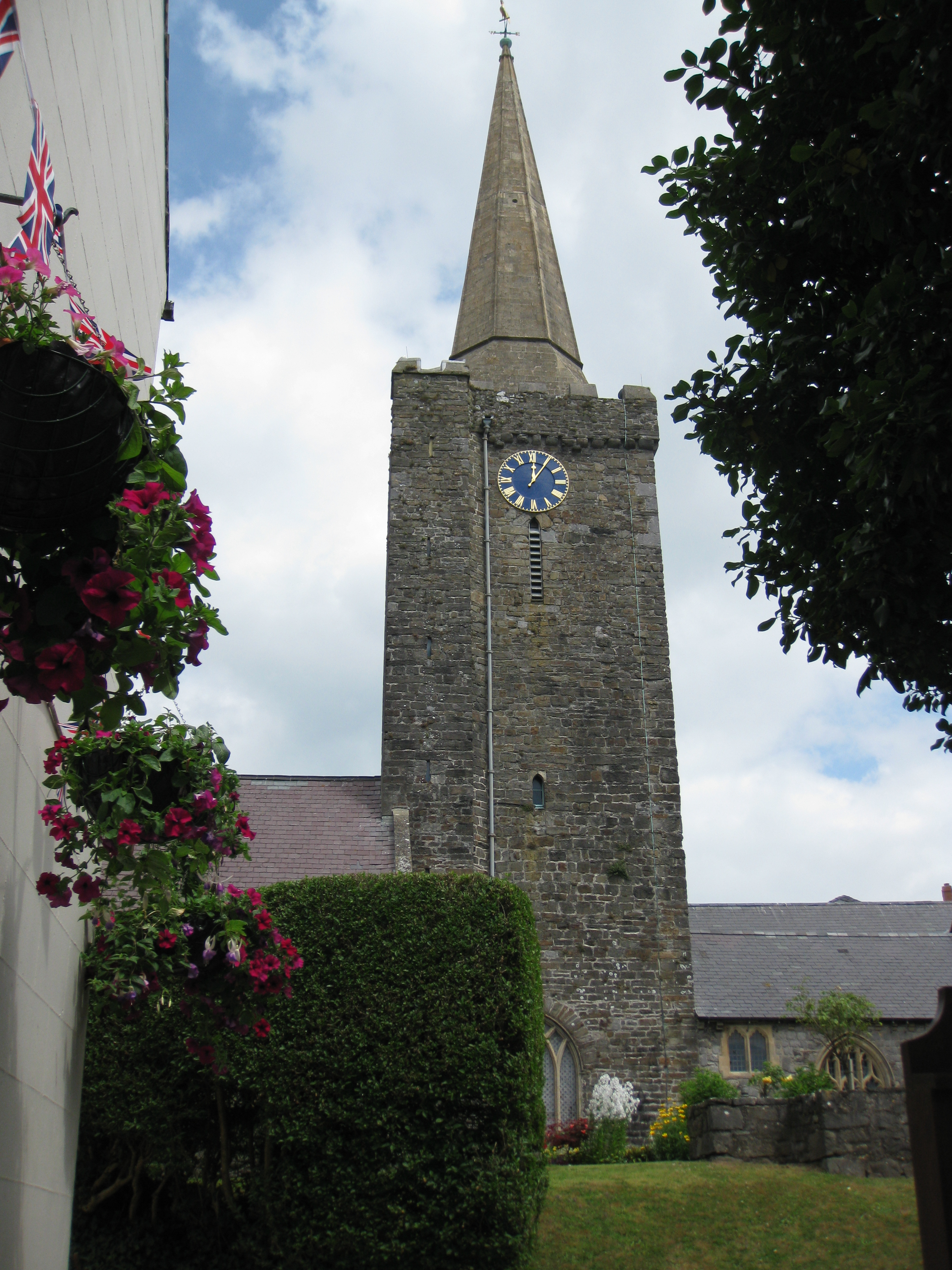
St Mary's kerk
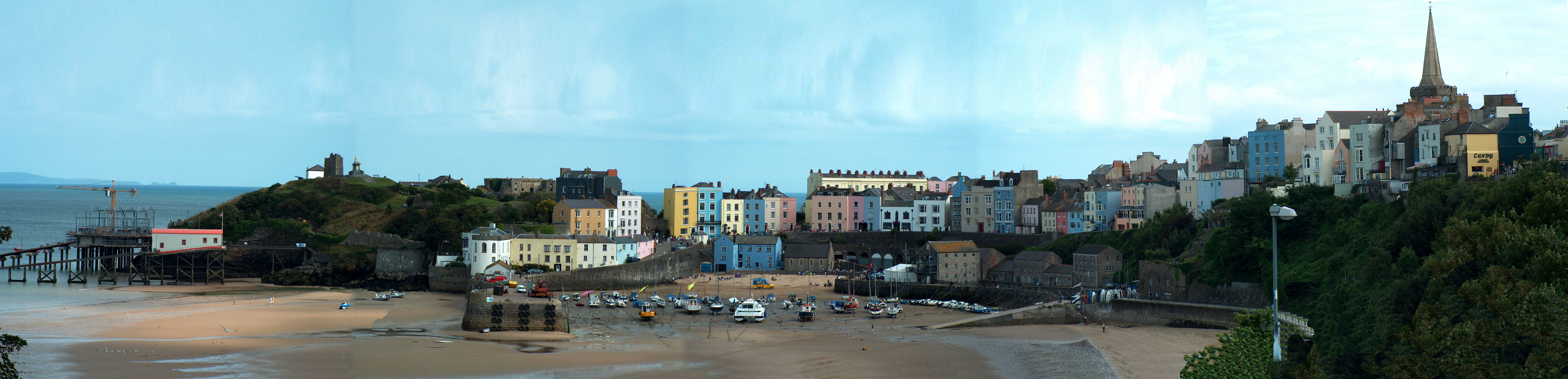
Tenby Panorama zicht vanaf de promenade langs The Croft en Norton.